# ADO Den Haag (Frauenfußball)
Die Frauenfußballabteilung von ADO Den Haag besteht seit 2007. Die Mannschaft spielt in der BeNe League. Heimspielort ist das Cars Jeans Stadion.
Die Mannschaftsfarben des Vereins sind grün und gelb. Diese gehen als Balken senkrecht über den Brust- und Rückenbereich der Heimtrikots, die Ärmel sind ausschließlich grün. Während die Hose ebenfalls in grün ist, sind die Stutzen in gelb gehalten.

## Geschichte

### 2007–2010: Die ersten Jahre
| Saison  | Platz | Punkte | Tore  |
| ------- | ----- | ------ | ----- |
| 2007/08 | 4     | 29     | 25:27 |
| 2008/09 | 2     | 46     | 42:24 |
| 2009/10 | 2     | 37     | 24:16 |

Seit der Frauenfußballsaison 2007/08 führt der Verein eine eigene Damenmannschaft. Erste Trainerin wurde die Niederländerin Sarina Wiegman-Glotzbach, die zuvor bereits Erfahrung mit den Amateur-Damen-Mannschaften der Niederlande gemacht hatte. So kam sie mit der Referenz als KNVB-Pokalsieger der Saison 2006/07 vom Klub Ter Leede. Auch als Spielerin war sie fast zwanzig Jahre aktiv und absolvierte über 100 Länderspiele. Da es mit Neugründung der Liga üblich war, dass die neuen Profiteams eine Kooperation mit einem Amateurverein gehen müssen, schloss sich ADO mit Wiegmans ehemaligen Klub Ter Leede zusammen. Da diese im Vorjahr Sieger der Amateurfrauenliga geworden waren, waren die Den Haag-Kicker berechtigt, am UEFA Women’s Cup teilzunehmen. Im ersten Profijahr galt es die Liga und die anderen Teams kennenzulernen und eine eigene Struktur zu finden. In der Spielzeit 2007/08 machte vor allem die Heimschwäche zu schaffen. Nur drei Heimerfolge standen auf dem Konto, während diesem vier Auswärtssiege gegenüberstanden. Zwar verlor die Mannschaft nur fünf Partien, spielte aber auch acht Mal unentschieden und vergab die Möglichkeit auf eine bessere Platzierung. Am Saisonende reichte es nur zu Rang vier von sechs Klubs, obwohl man nicht mehr Begegnungen als Meister AZ Alkmaar vorzuweisen hatte. Mit nur 25 Torerfolgen hatte der Verein aber auch die zweitschwächste Angriffsreihe der Liga. Beste Schützin war Sheila van den Bulk, die sich über vier Treffer freuen konnte. Im Kampf um den KNVB-Pokal blamierte sich die Mannschaft im Achtelfinale, als sie mit 1:3 (0:0) nach Elfmeterschießen gegen den Amateurklub von Ste.Do.Co ausschied. Im Wettbewerb um den UEFA Women’s Cup scheiterte das Team ebenfalls frühzeitig, nachdem es in der Gruppenphase keinen Sieg erringen konnte. Zur neuen Saison 2008/09 steigerte sich die Mannschaft deutlich. Mit nunmehr sieben statt sechs Mannschaften ging es in diese Spielzeit. Bis zuletzt kämpften die ADO-Kickerinnen um die Meisterschaft. Diese wurde dann aber am 25. Spieltag, drei Spieltage vor Schluss, abgegeben, als das Team mit 0:1 gegen die späteren Ligasieger AZ Alkmaar verlor. Zwar gab es noch bis zum Schluss theoretische Chancen auf die Meisterschaft, doch die AZA-Frauen gaben sich keine Blöße mehr. Doch im Ganzen konnte man zufrieden auf das abgelaufene Jahr zurückblicken. Mit 42 selber erzielten Treffern stellte man einen neuen Rekord auf und nur 24 Gegentreffer bedeutete die zweitbeste Defensive der Liga. Mit Lisanne Grimberg, Renate Jansen (je acht Tore) und Jill Wilmot (sieben Tore) stellte man ein torhungriges Offensiv-Trio, das mehr als die Hälfte aller ADO-Tor erzielte. Mit Jeanine van Dalen und Sheila van den Bulk hatte man zudem die zwei besten Spielerinnen der Saison, die dafür mit dem Goldenen Schuh geehrt wurden. Im KNVB-Pokal schoss man in der zweiten Runde des Turniers zehn Tore gegen SV Saestum und feierte damit den höchsten Erfolg der Vereinsgeschichte. In der Folgerunde schieden alle Profiteams auf Grund des Koninginnedag aus, so dass ADO wiederum nicht weit kam. 2009/10 wiederholte der Klub die Leistungen des Vorjahres, war hinter Alkmaar aber wieder nur zweite Kraft. Besonders bitter war eine Sieglosserie zwischen dem dritten und sechsten Spieltag, wo die Mannschaft drei von vier Partien punktlos abgeben musste. Bis zum Saisonende verloren die Damen nur noch zwei weitere Begegnungen, was aber nicht für die Meisterschaft reichte. In vier Spielen gegen den späteren Meister AZ Alkmaar, der die Liga zum dritten Mal in Folge für sich entschied, verlor die Mannschaft nur eine Partie und entschied zwei zu ihren Gunsten. Im Gegensatz dazu konnte der Klub aber auch nur ein Spiel gegen den SC Heerenveen gewinnen, die am Saisonende letzter der Eredivisie wurden. Mit Lisanne Grimberg und Renate Jansen stellte man erneut eine gute Stürmerreihe. Mit je sieben Toren reichte es für beide zu Rang zwei in der Torschützenliste.
Im Kampf um den nationalen Pokal reichte es diesmal bis ins Viertelfinale. Mit 0:1 musste man sich aber dem Kooperationspartner Ter Leede geschlagen geben und schied aus.

### 2010–heute: Aktuelle Entwicklung
| Saison  | Platz | Punkte | Tore  |
| ------- | ----- | ------ | ----- |
| 2010/11 | 2     | 43     | 53:24 |
| 2011/12 | 1     | 47     | 60:18 |

Zur Spielzeit 2010/11 wurde die Liga von sechs auf acht Mannschaften vergrößert. Hinzu kamen die Teams des FC Zwolle und VVV-Venlo. In dieser Saison gelang erneut die Vizemeisterschaft. Ein Jahr darauf konnte die erste Meisterschaft gefeiert werden.

## Wissenswertes
- Den höchsten Sieg im Kampf um den KNVB-Pokal feierte die Mannschaft 2008/09 in der zweiten Runde beim 10:0-Auswärtserfolg gegen die Amateurmannschaft von SV Saestum 2.
- Mit 60 Treffern in der Saison 2011/12 stellte das Team einen Rekord auf.
- Die höchste Niederlage im UEFA Women’s Cup setzte es 2007/08, am 14. August 2007, gegen den isländischen Vertreter Valur Reykjavík, als der Klub 1:5 verlor.
- 2009/10 kassierte die Mannschaft nur sechzehn Gegentreffer, was persönliche Bestleistung bedeutet.
- Mit je 14 Toren waren Lisanne Grimberg und Renate Jansen in der Saison 2010/11 die besten Angreiferinnen in der Klubgeschichte.

## Stadion
Seine Heimspiele trägt die Mannschaft im Cars Jeans Stadion aus. In der gleichen Sportarena empfängt die Herrenmannschaft ihre Gäste. Mit einer Gesamtkapazität von 15.000 Zuschauern wurde es am 28. Juli 2007 eröffnet.

## Erfolge
- Niederländische Meisterschaft: 2011/12
- Niederländische Vize-Meisterschaft: 2008/09, 2009/10

## Trainer
| Name                     | Zeitraum | Bemerkung |
| ------------------------ | --- | --------- |
| Sarina Wiegman-Glotzbach | 2008–2014 <\| 2008: Niederländischer Vize-Meister 2009: Niederländischer Vize-Meister 2012: Niederländischer Meister |           |
| Arend Regeer             | 2016–heute |           |

Quelle: Kader der Frauenmannschaft